# OLE for process control
OLE for Process Control (OPC), o OLE Per i Controlli di processo o Open Platform Communications sono una serie di standard e specifiche delle telecomunicazioni industriali sviluppato nel 1996 dalla OPC Foundation . 
OPC specifica la comunicazione di dati di impianti industriali in tempo reale tra differenti produttori.
Le specifiche OPC si basano sulle tecnologie di Microsoft Windows: OLE, COM e DCOM.
Definisce un insieme standard di programmazione tra cui oggetti, interfacce e metodi da usare nel controllo di processo e nelle applicazioni del settore dell'automatizzazione e di produzione per facilitare l'interoperabilità.
La specifica più comune è la OPC Data Access.